# とびっきりNiGHT
とびっきりNiGHT（とびっきりないと）は、東海ラジオ放送で放送していた深夜番組。1983年9月1日から1986年9月まで放送されていた。

## 概要
15年6か月続いたミッドナイト東海の後番組。当初は地元名古屋で活躍するタレント、東海ラジオアナウンサーを起用して女性パーソナリティのみでスタート。半年後からは男性パーソナリティも加入し、イモ欽トリオを脱退後の長江健次、中原めいこら全国展開をしていたタレント、歌手を招聘。
最初は午前2時を境に1部と2部に分かれていたが、1985年11月からは1曜日1枠に統一される。この際に、それまで2部に出演していたパーソナリティは1部のパーソナリティと共演か、コーナー番組出演者として録音出演するという形となった。しかしこの2部終了、1枠統一の改編は全く予告無しで行われたものだった。
全体的にリスナーとのつながりを重視、お便りを大切にしていた番組であり、『ラジオマガジン』『ラジオパラダイス』など雑誌の取材、掲載も多かった。
本番組のオープニングテーマ曲は、奥山敬造の作曲によるオリジナル曲。

## 放送時間
- 1983年9月1日-1985年3月・1985年10月 
  - 1部：毎週月曜日 - 金曜日 24:30 - 26:00
  - 2部：毎週月曜日 - 金曜日 26:00 - 27:00
- 1985年4月-1985年9月
  - 1部：毎週月曜日 - 金曜日 25:00 - 26:00
  - 2部：毎週月曜日 - 金曜日 26:00 - 27:00
- 1985年11月-1986年3月
  - 毎週月曜日 - 金曜日 24:30 - 27:00
- 1986年4月-1986年9月
  - 毎週月曜日 - 金曜日 25:00 - 27:00

### 変遷
| 放送期間 | 放送期間 | 放送時間 (JST)         | 放送時間 (JST)         |
| 放送期間 | 放送期間 | 第1部                  | 第2部                  |
| -------- | -------- | ---------------------- | ---------------------- |
| 1983.09  | 1985.03  | 24:30 - 26:00（90分）  | 26:00 - 27:00（60分）  |
| 1985.04  | 1985.09  | 25:00 - 26:00（60分）  | 26:00 - 27:00（60分）  |
| 1985.10  | 1985.10  | 24:30 - 26:00（90分）  | 26:00 - 27:00（60分）  |
| 1985.11  | 1986.03  | 24:30 - 27:00（150分） | 24:30 - 27:00（150分） |
| 1986.04  | 1986.09  | 25:00 - 27:00（120分） | 25:00 - 27:00（120分） |

## パーソナリティ
- 大島千佳子 （月曜1部、1983年9月-1985年6月）
- 渡辺浩美 （月曜2部、1983年9月-1984年3月）
- 重光久美 （火曜1部、1983年9月-1984年3月）
- 三浦弘恵 （火曜2部、1983年9月-1984年10月）
- 井上池鶴 （水曜1部、1983年9月-1984年3月 → 火曜1部・火曜、1984年4月-1986年5月 → 月曜、1986年6月）
- 中川雅恵 （水曜2部→水曜、1983年9月-1986年2月25日）
- 小椋みどり （木曜1部・木曜、1983年9月-1986年9月）
- 金子弥生 （木曜2部、1983年9月-1984年3月）
- 平松圭子 （金曜1部・金曜、1983年9月-1986年9月）
- 岡山玲子 （金曜2部、1983年9月-1984年3月 → 木曜2部、1984年4月-1985年10月）
- 中神滋斗 （月曜2部、1984年4月-1985年10月 → 火曜、1986年6月-1986年9月）
- 長江健次 （水曜1部・水曜、1984年4月-1986年9月）
- 林あさ美 （金曜2部・金曜、1984年4月-1986年9月）
- 原光隆 （火曜2部、1984年11月-1985年10月）
- 中原めいこ （月曜1部・月曜、1985年7月-1986年5月）
- 横田佳代子 （木曜、1986年4月-1986年9月）
- 及出泰 （火曜、1986年6月-1986年9月）
- 鎌田英子 （月曜、1986年7月-1986年9月）

### 担当曜日・担当期間
| 期間    | 期間    | 月         | 月         | 火               | 火               | 水                 | 水                 | 木                     | 木                     | 金                 | 金                 |
| 期間    | 期間    | 1部        | 2部        | 1部              | 2部              | 1部                | 2部                | 1部                    | 2部                    | 1部                | 2部                |
| ------- | ------- | ---------- | ---------- | ---------------- | ---------------- | ------------------ | ------------------ | ---------------------- | ---------------------- | ------------------ | ------------------ |
| 1983.09 | 1984.03 | 大島千佳子 | 渡辺浩美   | 重光久美         | 三浦弘恵         | 井上池鶴           | 中川雅恵           | 小椋みどり             | 金子弥生               | 平松圭子           | 岡山玲子           |
| 1984.04 | 1984.10 | 大島千佳子 | 中神滋斗   | 井上池鶴         | 三浦弘恵         | 長江健次           | 中川雅恵           | 小椋みどり             | 岡山玲子               | 平松圭子           | 林あさ美           |
| 1984.11 | 1985.06 | 大島千佳子 | 中神滋斗   | 井上池鶴         | 原光隆           | 長江健次           | 中川雅恵           | 小椋みどり             | 岡山玲子               | 平松圭子           | 林あさ美           |
| 1985.07 | 1985.10 | 中原めいこ | 中神滋斗   | 井上池鶴         | 原光隆           | 長江健次           | 中川雅恵           | 小椋みどり             | 岡山玲子               | 平松圭子           | 林あさ美           |
| 1985.11 | 1986.02 | 中原めいこ | 中原めいこ | 井上池鶴         | 井上池鶴         | 長江健次・中川雅恵 | 長江健次・中川雅恵 | 小椋みどり             | 小椋みどり             | 平松圭子・林あさ美 | 平松圭子・林あさ美 |
| 1986.03 | 1986.03 | 中原めいこ | 中原めいこ | 井上池鶴         | 井上池鶴         | 長江健次           | 長江健次           | 小椋みどり             | 小椋みどり             | 平松圭子・林あさ美 | 平松圭子・林あさ美 |
| 1986.04 | 1986.05 | 中原めいこ | 中原めいこ | 井上池鶴         | 井上池鶴         | 長江健次           | 長江健次           | 小椋みどり・横田佳代子 | 小椋みどり・横田佳代子 | 平松圭子・林あさ美 | 平松圭子・林あさ美 |
| 1986.06 | 1986.06 | 井上池鶴   | 井上池鶴   | 及出泰・中神滋斗 | 及出泰・中神滋斗 | 長江健次           | 長江健次           | 小椋みどり・横田佳代子 | 小椋みどり・横田佳代子 | 平松圭子・林あさ美 | 平松圭子・林あさ美 |
| 1986.07 | 1986.09 | 鎌田英子   | 鎌田英子   | 及出泰・中神滋斗 | 及出泰・中神滋斗 | 長江健次           | 長江健次           | 小椋みどり・横田佳代子 | 小椋みどり・横田佳代子 | 平松圭子・林あさ美 | 平松圭子・林あさ美 |

## 主なコーナー
スタート当時に放送されていたコーナー
（放送曜日不明）
- 深夜の電話[3]
- 君もコピーライター （ヒット曲をお題にあげて、その曲のキャッチコピーを募集）[3]

大島千佳子
- 君ならどっち、どっちが偉い
- 県人会コーナー （地方リスナーを応援し、地方からのはがきを優先的に読んでいた）[4]
- 見ちゃった聴いちゃった笑っちゃった[4]
- 根明VS根暗[4]

井上池鶴
- 疑問珍問、池鶴の珍解釈
- チャレンジクイズ・電話でコール[1]

中川雅恵
- 感謝状のコーナー[5]（リスナーが感謝したい人に、感謝を込めて中川自身が声を録音したカセットテープを贈った[6]）
- えーん、泣いちゃったよ（リスナーが悲しかったことを綴ったはがきの紹介[6]）

岡山玲子
- ザ・堪忍袋[5]

長江健次
- さしすせ川柳
- スペースコマンダーゲーム[7]

及出泰・中神滋斗
- なに「東海小町」のコーナー!? （女の子に番組宛に写真を送ってもらい、その中から独断で「東海小町」を決定[8]）
- あっ!ストリートダンサーだ （及出泰の局入りの際に、局前へ差し入れ等を持ってきた人にTシャツをプレゼントしていた）
- 純子と森田の日記（身の回りに居る変な奴を紹介していたコーナー）

小椋みどり・横田佳代子
- みどるかかよるか激突おしゃべり娘[5]
- なんなんやて、おみゃーは！（リスナーからの怒りのはがきを横田佳代子が迫力ある声で紹介[9]）
- 世直し娘コーナー[8]
- しゃべりてゃ～名古屋弁 （1986年3月スタート。毎回お題として名古屋弁の単語をひとつ出し、リスナーにはその言葉を使って短文を作って送ってもらい、番組中で紹介しながら添削[8]）

平松圭子
- 好きです （好きな人へのラブレターを代わりに紹介してくれるコーナー）
- THE標語 （毎回のテーマに沿って標語をリスナーから募集していた。このコーナーの中で当時大相撲の現役大関だった朝潮のネタで盛り上がり、朝潮大賞が作られて一番面白かったネタを送ったリスナーに実際に朝潮の手形入り色紙が贈られたということがあった。）

林あさ美
- ピアノアノアノ
- 変身・変身・もしも私が… （「もしも私が○○だったら…」といったお題に沿って、「こうなった時に自分はどうするか」についてギャグやメルヘンなどを交えて綴ったはがきを紹介。採用者には番組から「変身セット」が贈られた。）[10]

原光隆
- 何でもよいしょ （とにかく何でもいいからほめまくるという内容のコーナー。その中で優れたはがきを送ったリスナーにはどんどんプレゼントが贈られていた）[11]
- アメンボ赤いなアイウエオ （リスナー作の早口言葉に挑戦していたコーナー。その言葉が二週続けて言い切れなかった時には“素晴らしい物”が、その言葉を作ったリスナーに贈られていた）[11]

ほか